# Vlădeni, Brașov
Vlădeni (în maghiară Vledény, în germană Wladen) este un sat în comuna Dumbrăvița din județul Brașov, Transilvania, România.

## Istoric

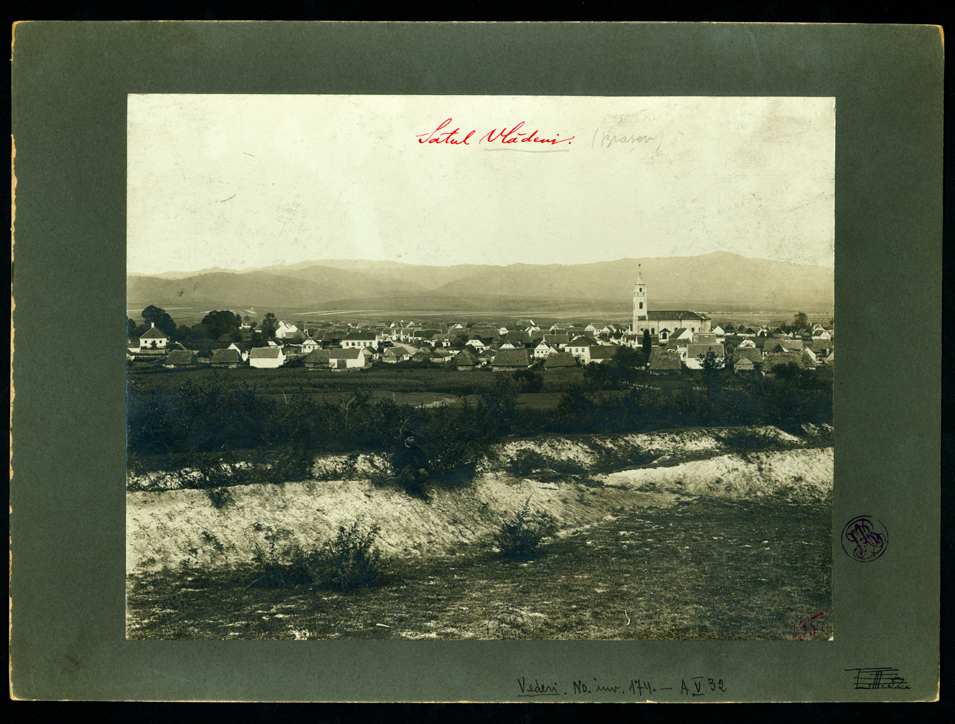
Satul Vlădeni între 1900 și 1920, de Leopold Adler

Vlădeni a fost menționat pentru prima dată în anul 1570. La 1658 așezarea a fost distrusă în urma unei invazii turco-tătare. Ciuma din 1718 - 1719 a secerat o treime din populația ei. Între secolele al XVII-lea și al XIX-lea, satul a reprezentat un bun al orașului Brașov.

## Demografie
În 1900 localitatea număra 1390 persoane, din care 1360 români, 21 germani și 8 maghiari. 1910 numărul vlădărenilor era de 1.272 persoane, iar în 1992 scăzuse la 884 persoane (dintre care 2,6% maghiari).

## Personalități
- Dumitru Stăniloae (n. 16 noiembrie 1903, Vlădeni, Comitatul Brașov - d. 1993) a fost unul dintre cei mai importanți teologi ai secolui al XX-lea, preot, membru al Academiei Române, profesor universitar, dogmatist, scriitor și ziarist. A lucrat 45 de ani la traducerea lucrării "Filocalia sfintelor nevoințe ale desăvârșirii" (în 12 volume). Acesta a fost canonizat la Centenarul Patriarhiei Române

## Galerie imagini

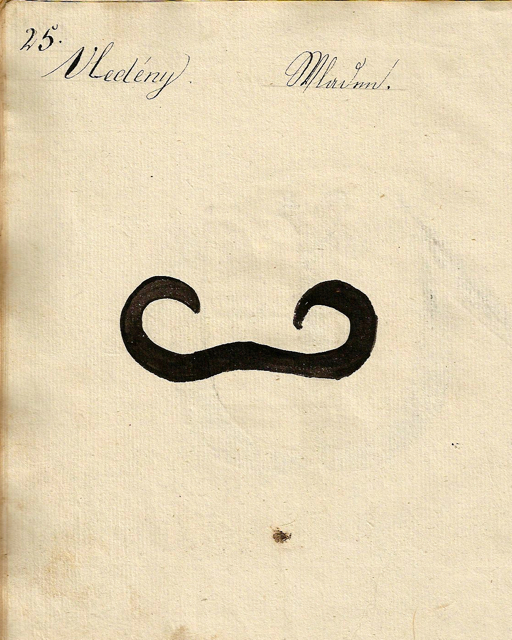
1826 - Danga pentru vitele din Vlădeni
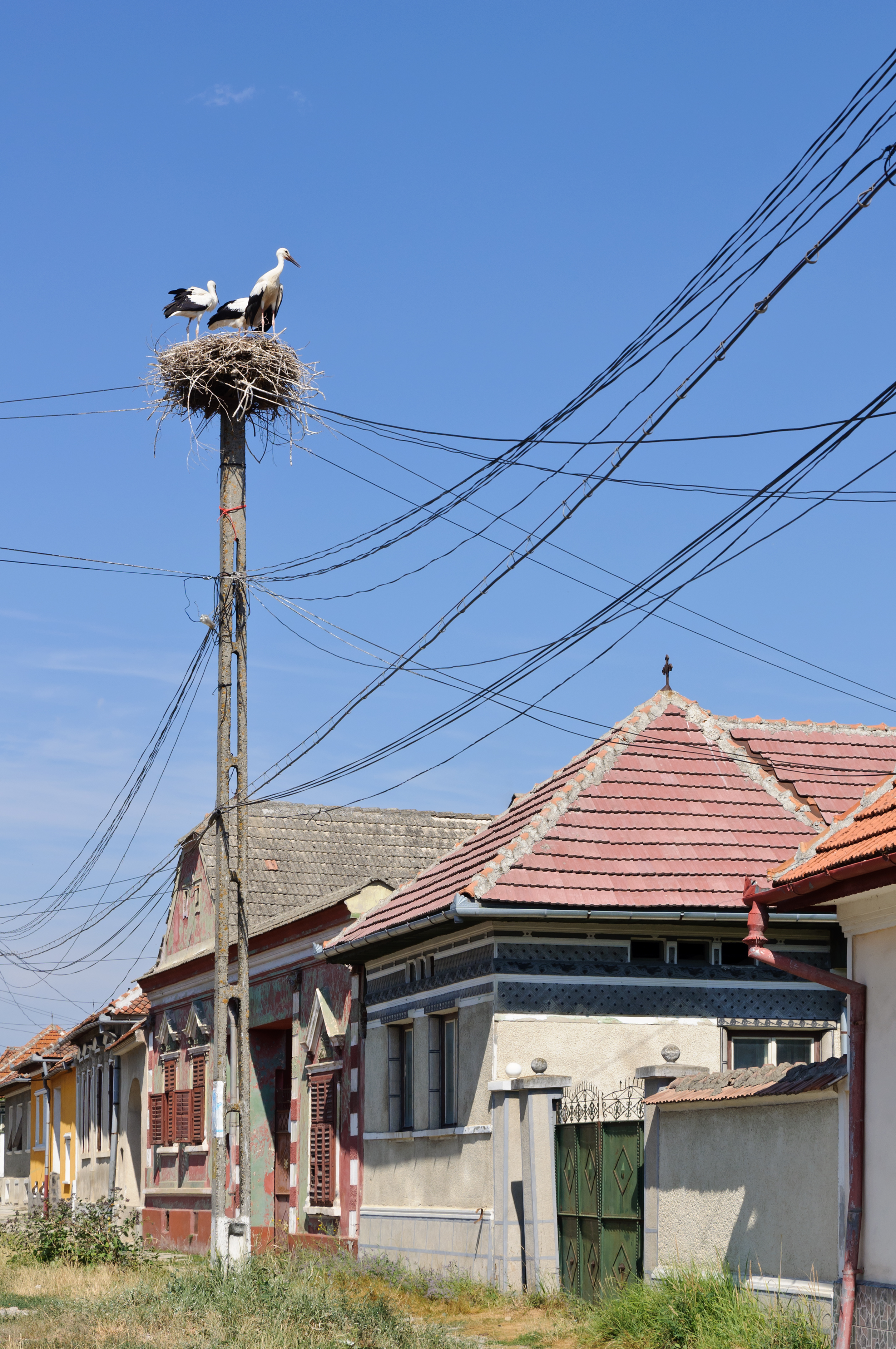
Berze albe în Vlădeni.